# Крижовани на Дудваху
Крижовани на Дудваху (слч. Križovany nad Dudváhom) насељено је мјесто са административним статусом сеоске општине (слч. obec) у округу Трнава, у Трнавском крају, Словачка Република.

## Становништво
| Година:    | 1994. | 2004.   | 2014.   | 2024.   |
| ---------- | ----- | ------- | ------- | ------- |
| Број људи: | 1763  | 1758    | 1816    | 1797    |
| Разлика:   |       | -0,28 % | +3,29 % | -1,04 % |

| Година:    | 2023. | 2024.   |
| ---------- | ----- | ------- |
| Број људи: | 1767  | 1797    |
| Разлика:   |       | +1,69 % |

Према подацима о броју становника из 2024. године насеље је имало 1797 становника.